# Jean-François Malle

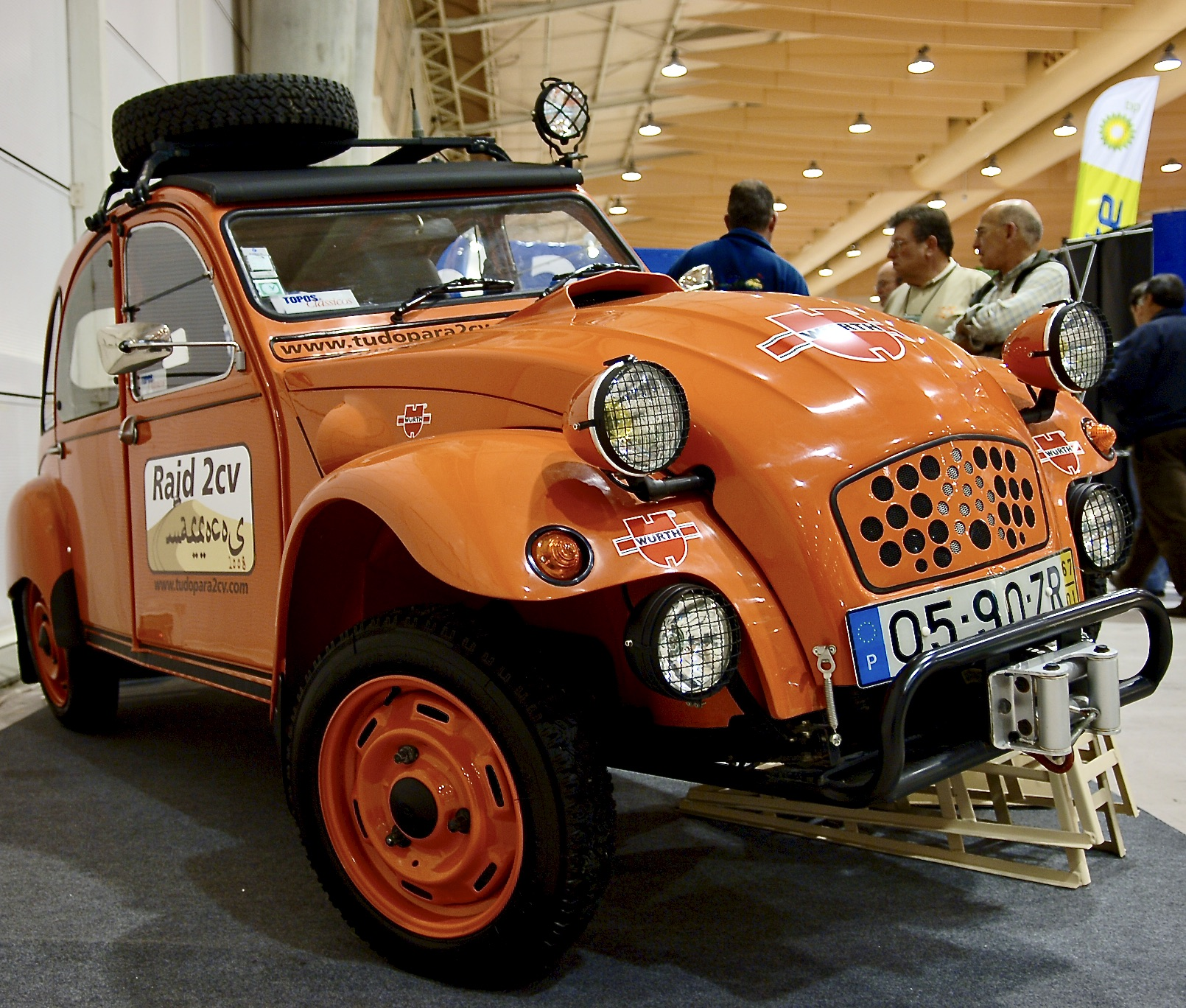
Der von Jean-François Malle bei Rallyes gefahrene Citroën 2CV

Jean-François Albert Marie Malle (* 6. Juli 1926 in Thumeries; † 1. Februar 2000 in Paris) war ein französischer Autorennfahrer, Bankier und der Bruder von Louis Malle.

## Karriere als Rennfahrer
Jean-François Malle war in den späten 1950er- und frühen 1960er-Jahren als Sportwagen-Rennfahrer aktiv. 1957 wurde er gemeinsam mit Jean Lucas Dritter bei der Tour de France für Automobile und 1958 Elfter beim 12-Stunden-Rennen von Sebring. Beim 24-Stunden-Rennen von Le Mans war er zweimal am Start, konnte das Rennen aber beide Mal nicht beenden.
In den 1960er-Jahren war er unter anderem bei Rallyes am Start.

## Bankier
Jean-François Malle war Präsident der Lehman Brothers International Ltd. in Paris.

## Statistik

### Le-Mans-Ergebnisse
| Jahr | Team              | Fahrzeug         | Teamkollege          | Platzierung | Ausfallgrund         |
| ---- | ----------------- | ---------------- | -------------------- | ----------- | -------------------- |
| 1959 | Equipe Los Amigos | Lotus Elite Mk14 | Jean-Claude Vidilles | Ausfall     | Zylinder überhitzt   |
| 1961 | Ecurie Los Amigos | Lotus Elite Mk14 | Robin Carnegie       | Ausfall     | Benzintank gebrochen |

### Sebring-Ergebnisse
| Jahr | Team              | Fahrzeug          | Teamkollege       | Teamkollege     | Platzierung | Ausfallgrund |
| ---- | ----------------- | ----------------- | ----------------- | --------------- | ----------- | ------------ |
| 1958 | Porfirio Rubirosa | Ferrari 500TRC    | Porfirio Rubirosa | William Helburn | Rang 11     |              |
| 1959 | Los Amigos        | Cooper T49 Monaco | Jean Lucas        |                 | Ausfall     | Ölleck       |

### Einzelergebnisse in der Sportwagen-Weltmeisterschaft
| Saison | Team                | Rennwagen              | 1   | 2   | 3   | 4   | 5   | 6   |
| ------ | ------------------- | ---------------------- | --- | --- | --- | --- | --- | --- |
| 1958   | Porfirio Rubirosa   | Ferrari 500TRC         | BUA | SEB | TAR | NÜR | LEM | RTT |
| 1958   | Porfirio Rubirosa   | Ferrari 500TRC         | 11  |     |     |     |     |     |
| 1959   | Los Amigos          | Cooper T49 Lotus Elite | SEB | TAR | NÜR | LEM | RTT |     |
| 1959   | Los Amigos          | Cooper T49 Lotus Elite | DNF |     |     | DNF |     |     |
| 1960   | Jean-François Malle | Lotus Elite            | BUA | SEB | TAR | NÜR | LEM |     |
| 1960   | Jean-François Malle | Lotus Elite            | DNF |     |     |     |     |     |
| 1961   | Los Amigos          | Lotus Elite            | SEB | TAR | NÜR | LEM | PES |     |
| 1961   | Los Amigos          | Lotus Elite            | DNF |     |     |     |     |     |